# ریکو تاناکا
ریکو تاناکا (ژاپنی: 田中 陸؛ زادهٔ ۴ مهٔ ۱۹۹۹) یک بازیکن فوتبال اهل ژاپن است.
از باشگاه‌هایی که در آن بازی کرده‌است می‌توان به باشگاه فوتبال کاشیوا ریسول و باشگاه فوتبال رینوفا یاماگوچی اشاره کرد.